# Lago Pirámide
El lago Pirámide (del inglés: Pyramid Lake) es un lago salado de Estados Unidos, localizado en el estado de Nevada.

## Geografía

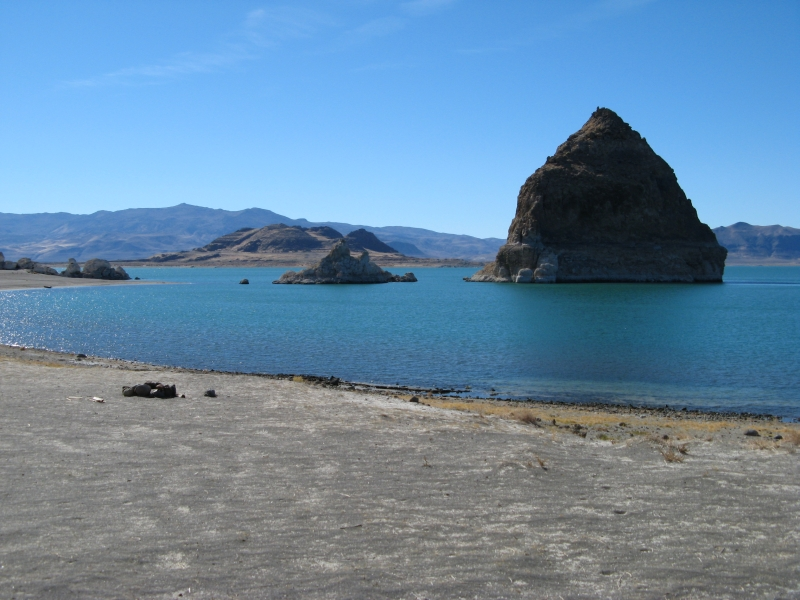
Vista de La Pirámide.

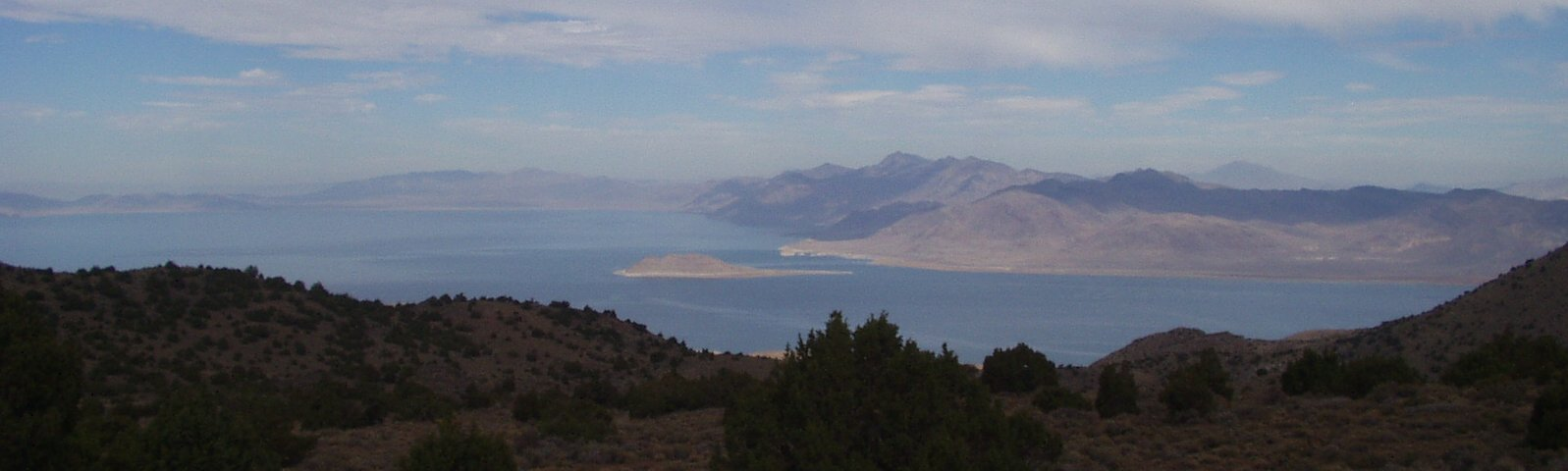
Vista del lago.

Es un lago salado endorreico, de una superficie de 487 km², situado en la gran cuenca del noroeste de Nevada. Está situado al sur del condado de Washoe a 64 kilómetros al nordeste de Reno, en la vertiente este de los montes de Virginia, a una altitud de su de 1155 metros.
Está alimentado por el río Truckee (que es el emisario del lago Tahoe), que entra en el lago por su extremo meridional. No tiene emisarios, las pérdidas de agua se deben a la evaporación o a las filtraciones subterráneas. El lago tiene sólo el 10 % de la superficie del Gran Lago Salado pero su volumen es superior en un 25 %. El volumen total de agua es de 29,2 millones de m³. Su salinidad es de aproximadamente 1/6 de la del agua de mar.
Aunque las aguas salen limpias del lago Tahoe, el río Truckee le aporta aguas turbias al lago Pirámide después de haber atravesado el terreno escarpado de la sierra y arrastrar el limo.
El nombre del lago proviene de formaciones importantes de toba. La más grande de estas formaciones es la isla Anaho, que acoge una colonia importante de pelícanos de América y está prohibida al público por razones ecológicas.

## Historia
El lago es el remanente más grande del antiguo lago Lahontan que cubrió la mayor parte del noroeste de Nevada al final de la última época glacial. El Lago Pirámide era el punto más profundo en el lago Lahontan, alcanzando unos 270 metros de profundidad debido a su baja altura en relación con el de las cuencas circundantes. En el siglo XIX vivía el pueblo paiute en las proximidades del lago. 
El lago está dentro de la Reserva india Lago Pirámide. El primer mapa fue trazado en 1844 por John C. Frémont, el descubridor estadounidense del lago que también le dio su nombre en inglés.

## Flora y fauna
Entre las principales especies de peces figuran el cui-ui, que es endémica del lado Pirámide, el Tui Chub y la Trucha Lahontan (el récord mundial de la trucha Lahonta fue capturada en este lago). El primero está en peligro de extinción, y este último está amenazado. Ambas especies tuvieron gran importancia para los paiute. Ambos peces se reproducen en agua dulce, confían que haya suficiente flujo de agua para así remontar el río Truckee para desovar, de otra manera sus huevos no eclosionarían. La desviación del Truckee para la irrigación a principios del siglo XX ha reducido la entrada de tal manera que raras veces es suficiente para desovar. Debido a la construcción de la presa Derby en 1903 para desviar el agua a las tierras de cultivo en Fallon, una ciudad adyacente, la trucha Lahontan (la trucha asalmonada, como es descrita por Frémont) se extinguió en el lago Pirámide y sus afluentes debido al descenso del nivel del agua, el aumento de la salinidad de las aguas y la imposibilidad de desovar, por lo que se sustituyeron con truchas Lahontan de acuicultura.